# Андреев, Михаил Семёнович
Михаил Семёнович Андреев (24 февраля 1848 — 1919, Петроград) — русский генерал от инфантерии, участник русско-турецкой войны 1877-78 годов.

## Биография
Из дворян Нижегородской губернии.
Михаил Семёнович был женат на Марии Николаевне Бобриковой (22.7.1872 —1951), дочери Финляндского генерал-губернатора, генерала от инфантерии Николая Ивановича Бобрикова и его первой жены Ольги Петровны Леонтьевой.
Дочь — Ольга Михайловна (род. 1(13).7.1895—1979, Париж). 1-й брак — Олег Сергеевич Розенбах, сын С.Н.Розенбаха, внук члена Государственного совета Н.О.Розенбаха. 2-й брак — Борис Васильевич Гаугер (1880-1953). Похоронена на кладбище Сент-Женевьев-де-Буа.
С 1911 года проживал по адресу: Санкт-Петербург, Мойка 9, телефон 7510.

### Образование
Окончил Николаевское кавалерийское училище (1868), Николаевскую академию Генерального штаба (1876) по 1-му разряду.

### Послужной список
- 01.09.1866 — вступил в службу, по окончании кавалерийского училища выпущен прапорщиком гвардии (ст. 12.06.1868) в лейб-гвардии Драгунский полк, поручик гвардии (старшинство с 30.08.1872), штабс-капитан гвардии (старшинство с 30.08.1875).
- 07.11.1876−25.01.1878 — старший адъютант штаба 11-й кавалерийской дивизии, переименован в капитаны Генерального штаба (7.11.1876), подполковник (старшинство с 9.09.1877).
- 05.03.1879−28.03.1880 — заведующий передвижением войск по Московско-Брестской, Московско-Нижегородской, Московско-Курской и Шуйско-Ивановской ж.д., полковник за отличие со ст. 30.08.1880 (1880).
- 28.03.1880−14.01.1885 — заведующий передвижением войск по Николаевской, Новгородской, Боровицко-Умовской, Рыбинско-Бологовской, Новоторжской, Царскосельской и Путиловской ж.д. и по Северным водяным системам.
- 14.01.1885−26.04.1885 — и. д. начальника штаба 37-й пехотной дивизии.
- 26.04.1885−08.08.1891 — командир 2-го Закаспийского железнодорожного батальона. В ходе возведения Самаркандского участка дороги впервые был применен новый способ укладки, основанный на использовании роликового транспортера. Применение того или иного вида транспортных средств для доставки звеньев путевой решетки с базы к месту укладки зависит от объема укладки, наличия укладочных средств и дальности транспортировки звеньев:
- Первый способ — раздельный, при котором доставленные к месту работ шпалы и рельсы раскладываются в отдельности по оси земляного полотна, а затем соединяются между собой рельсовыми скреплениями.
- Второй способ — звеньевой, заключающийся в предварительной сборке рельсов и шпал в звенья (длиной, или м) и последующей укладки их в путь путеукладочными машинами. Звенья собираются на звеносборочных базах, откуда доставляются к месту укладки на нормальном подвижном составе, специальных транспортных тележках или роликах. Его разработал талантливый офицер-железнодорожник[2], командир батальона, полковник Михаил Семенович Андреев. Этот способ позволил более чем в два раза снизить стоимость строительства каждой версты железной дороги на данном участке, отказаться от 845 верблюдов, требующих кропотливого ухода, и почти в десять раз сократить количество используемых лошадей.
- 08.08.1891−26.08.1892 — и.д. управляющего Закаспийской военной железной дороги.
- В 1892 году произведен в генерал-майоры за отличие со старшинством с 30.08.1892.
- 26.08.1892−27.01.1894 — начальник военных сообщений Киевского военного округа. Будучи на этой должности, организовывал встречу Эмира Бухарского и его свиты в Киеве в 1893 году[3].
- 27.01.1894−01.03.1900 — начальник штаба 1-го армейского корпуса.
- С 1900 года — генерал-лейтенант за отличие со старшинством с 1.03.1900 года.
- 01.03.1900−9.06.1904 — начальник 23-й пехотной дивизии[4].
- 09.06.1904−30.01.1907 — помощник командующего войсками Приамурского военного округа и наказного атамана Амурского казачьего войска.
- 30.01.1907−01.1908 — командир 2-го армейского корпуса.
- После 1911 года — генерал от инфантерии в отставке.
- В 1917 году занимал пост Председателя Петроградского Всероссийского Национального клуба.

## Награды
Российские:
- Орден Св. Анны 3 ст. с мечами и бантом (1877),
- Орден Св. Владимира 4 ст. с мечами и бантом (1879),
- Орден Св. Станислава 2 ст. (1883),
- Орден Св. Анны 2 ст. (1889),
- Орден Св. Владимира 3 ст. (1894),
- Орден Св. Станислава 1 ст. (1896),
- Орден Св. Анны 1 ст. (1902),
- Орден Св. Владимира 2 ст. (1905).

Иностранные:
- Кавалерский крест французского ордена Почетного Легиона (1876),
- Командорский крест итальянского ордена Маврикия и Лазаря (1881),
- Большой офицерский крест итальянского ордена Короны (1891),
- Австрийский орден Франца-Иосифа 1-го кл. (1897),
- Командорский крест французского ордена Почетного Легиона (1897),
- Прусский орден Короны 1-го кл. (1898),
- Большой крест румынского ордена Короны (1899),
- Болгарский орден Св. Александра 2-й ст. (1899),
- Итальянский орден Большой крест ордена Короны (1903).

## Труды
Андреев М. С. Описание ускоренного способа укладки рельсового пути Самаркандского участка Закаспийской железной дороги // Военный сборник. — 1888. — № 12. — С. 440—460.